# Felonica
Felonica ist eine Fraktion der italienischen Gemeinde (comune) Sermide e Felonica in der Provinz Mantua (Region Lombardei).

## Geografie
Der Ort liegt etwa 50 Kilometer ostsüdöstlich von Mantua am orographisch rechten Po-Ufer und grenzt an die Provinzen Ferrara (Emilia-Romagna) und Rovigo (Venetien).

## Geschichte
Die Geschichte des Ortes ist eng mit der im Jahr 944 erstmals urkundlich erwähnten Benediktinerabtei S. Maria Assunta verbunden. Die Gründung der Abtei wurde in der Vergangenheit Mathilde von Canossa zugeschrieben, erfolgte aber früher. Unter Mathilde von Canossa nahm die Bedeutung der Abtei aber wesentlich zu. Ab dem 14. Jahrhundert begann der langsame Niedergang der Abtei und im 18. Jahrhundert wurde sie schließlich aufgelöst und in einen landwirtschaftlichen Betrieb umgewandelt. Lediglich die Klosterkirche diente weiterhin als Pfarrkirche des Ortes. Während des Zweiten Weltkrieges wurden die noch vorhandenen Gebäude der Abtei bei Luftangriffen 1944 zerstört. In der Endphase des Zweiten Weltkriegs setzten bei Felonica Teile der bei Bologna während der alliierten Frühjahrsoffensive 1945 zerschlagenen Heeresgruppe C der deutschen Wehrmacht über den Po.
Felonica war bis Februar 2017 eine eigenständige Gemeinde und schloss sich am 1. März 2017 mit der Gemeinde Sermide zur neuen Gemeinde Sermide e Felonica zusammen. Zur Gemeinde Felonica gehörte noch der Ortsteil Quatrelle.

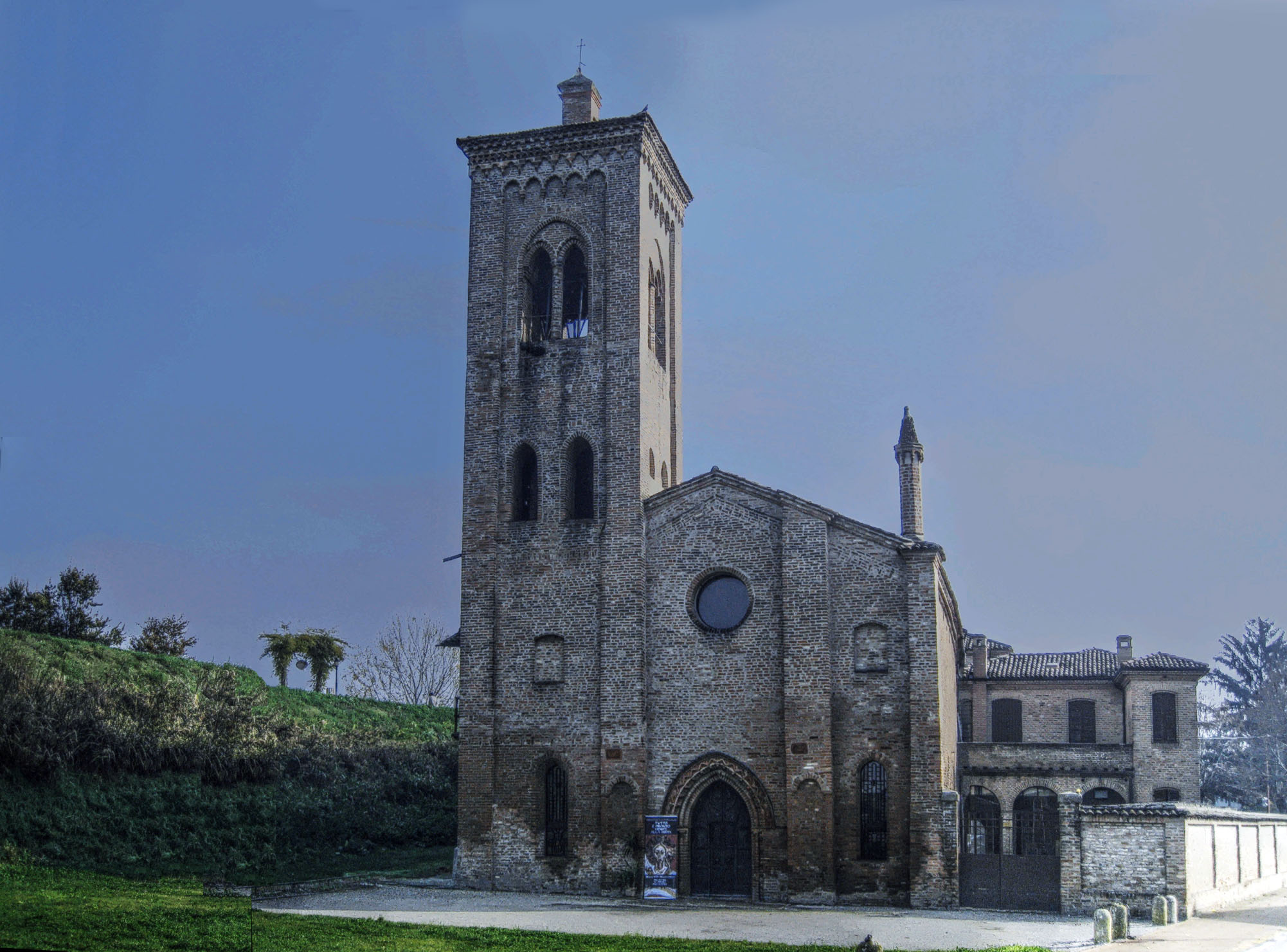
Pfarrkirche Santa Maria Assunta (11. Jhdt.)

## Sehenswürdigkeiten
- romanisch-gotische Pfarrkirche S. Maria Assunta aus dem 11. Jahrhundert. Beim Erdbeben 2012 beschädigt und in der Folge restauriert.
- Kriegsmuseum (italienisch Museo della Seconda guerra mondiale sul Po), das auf die Ereignisse in Felonica und Umgebung während des Zweiten Weltkrieges eingeht.[4]
- Waldenser-Kirche von 1905.

## Verkehr
Felonica liegt an der Bahnstrecke Suzzara–Ferrara.

## Persönlichkeiten
- Adelmo Melecci (1899–2004), Organist, Komponist und Musikpädagoge